# Staatsrat (Amt)
Staatsrat ist in manchen Staaten und deutschen Ländern der Titel eines Beamten, eines politischen Beamten oder eines ehrenamtlichen Regierungsmitgliedes.

## Hamburg und Bremen
In den Stadtstaaten der Freien und Hansestadt Hamburg und der Freien Hansestadt Bremen ist ein Staatsrat der höchste Beamte eines Senatsressorts (einer Behörde, die einem Landesministerium vergleichbar ist), mithin ein Mitglied der Verwaltung und gleichzeitig als politischer Beamter Vertreter des Senators im Amt. Er ist mit dem beamteten Staatssekretär der übrigen Länder und der Bundesrepublik Deutschland vergleichbar.
In Bremen gehört der Staatsrat für Bundesangelegenheiten zugleich dem Senat der Freien Hansestadt Bremen an. Die anderen Staatsräte sind dem Bürgermeister als Chef der Senatskanzlei oder den Senatoren untergeordnet. Sie sind die Allgemeinen Vertreter im Amt des jeweiligen Senatsressorts, haben aber im Senat kein Stimmrecht, da hier die Senatoren nur durch andere Senatsmitglieder vertreten werden. Von 1933 bis 1945 wurden die Vertreter eines Senators Präsident genannt und es gab ehrenamtliche, beratene Staatsräte.
In Hamburg werden Staatsräte gemäß der Verfassung von 1952 als Senatssyndici bezeichnet.

## Bayern
Im Freistaat Bayern ist Staatsrat seit 1. Januar 2016 der Titel des Amtschefs der Bayerischen Staatskanzlei. Der Amtschef der Staatskanzlei ist damit unter den Amtschefs der Staatsministerien, die den Titel eines Ministerialdirektors tragen, herausgehoben und leitet deren wöchentliche Besprechungen.
Im Königreich Bayern war der Titel des Staatsrats seit 1817 den Mitgliedern des gleichnamigen obersten Beratungsgremiums des Königs vorbehalten. In der Weimarer Republik bezeichnete der Titel den Stellvertreter eines Staatsministers, der als beamteter Amtschef der Verwaltung eines Staatsministeriums vorstand. Als die Regierung Heinrich Helds nach dem Verlust ihrer parlamentarischen Mehrheit 1930 nur noch geschäftsführend im Amt war, konnte der Ministerpräsident beim Ausscheiden eines geschäftsführenden Staatsministers keinen regulären Nachfolger ernennen. Der Staatsrat übernahm in diesem Fall auch die politische Leitung des Ministeriums.
Nach 1945 beriefen die Ministerpräsidenten Fritz Schäffer und Wilhelm Hoegner zunächst wieder Staatsräte als leitende Beamte eines Staatsministeriums, z. B. Anton Pfeiffer als Leiter der Bayerischen Staatskanzlei. Die Verfassung des Freistaates Bayern bestimmte aber 1946 (politische) Staatssekretäre mit Sitz und Stimme in der Staatsregierung zu den Stellvertretern der Staatsminister, so dass der Titel des Staatsrats außer Gebrauch kam.

## Preußen
In Preußen gab es einen Staatsrat als beratendes Gremium von 1817 bis 1848 und von 1854 bis 1918 sowie von 1921 bis 1933 als zweite Kammer. Ab 1933 unter den Nationalsozialisten wurde der Staatsrat wieder zu einem beratenden Gremium. Göring verlieh in seiner Eigenschaft als Ministerpräsident häufig den Titel Staatsrat ehrenhalber. So war der Dirigent Wilhelm Furtwängler von 1933 bis 1938 Preußischer Staatsrat, was ihm u. a. später als besondere Nähe zum Nationalsozialismus ausgelegt wurde. Der Schauspieler und Intendant Gustaf Gründgens ab 1936 und der oberste Landjahrführer Adolf Schmidt-Bodenstedt trugen auch diesen Titel.

## Baden-Württemberg, Württemberg und Thüringen
In einigen Regierungen wurde oder wird der Titel Staatsrat auch für Minister ohne Geschäftsbereich verwendet, die Stimmrecht im jeweiligen Kabinett erhalten.
Baden-Württemberg kennt den Staatsrat als ehrenamtliches Regierungsmitglied. Von April 1952 bis April 1956 war Gerhart Schlösser Staatsrat ohne Kabinettsrang im Staatsministerium. Von Oktober 1953 bis Juni 1958 war Anton Dichtel Staatsrat mit Stimmrecht in den Kabinetten von Ministerpräsident Gebhard Müller. Von Oktober 1953 bis Juni 1960 hatte Friedrich Werber ebenfalls das Amt des Staatsrates mit Stimmrecht in der Regierung inne. Auch der spätere Ministerpräsident Hans Filbinger, der in diesem Amt vor allem die Interessen Südbadens wahrnehmen sollte, war von Juni 1958 bis Juni 1960 Staatsrat. Danach wurde das Amt des Staatsrats für längere Zeit nicht mehr besetzt. Seit Ende der 1980er Jahre wurden den Staatsräten meist spezielle Aufgabenbereiche übertragen. Der Dirigent und Intendant Wolfgang Gönnenwein war von 1988 bis 1992 Staatsrat für Kulturfragen in der baden-württembergischen Landesregierung. Von 2001 bis 2006 war Konrad Beyreuther als Staatsrat für Lebenswissenschaften vertreten. Von 2006 bis 2010 war Claudia Hübner Staatsrätin für Demographischen Wandel und Senioren. Im Kabinett Mappus war Regina Ammicht Quinn von Februar 2010 bis Mai 2011 Staatsrätin für interkulturellen und interreligiösen Dialog sowie gesellschaftliche Werteentwicklung. Im Kabinett Kretschmann I und Kabinett Kretschmann II war Gisela Erler von 2011 bis 2021 Staatsrätin für Zivilgesellschaft und Bürgerbeteiligung. Seit dem 22. Juli 2021 ist Barbara Bosch Staatsrätin für Zivilgesellschaft und Bürgerbeteiligung.
Thüringen: In Thüringen wurden nach 1920 Staatsräte als Vertreter der ehemaligen thüringischen Staaten in die Regierung aufgenommen. Gemäß § 71 der Landesverfassung musste in den ersten 15 Jahren nach ihrer Vereinigung zum Land Thüringen jeder der aufgelösten Kleinstaaten mit einem Mitglied in der Landesregierung vertreten sein. Später in nationalsozialistischer Zeit nahm die Zahl der thüringischen Staatsräte inflationäre Ausmaße an; so wurde auch z. B. der „Rassenforscher“ Karl Astel 1940 zum Staatsrat ernannt.
Württemberg: Im Land Württemberg gab es Staatsräte u. a. mit Johannes Rath (DVP), 1930 bis 1933 ehrenamtlicher Beirat in der württembergischen Regierung im Kabinett Bolz.